# Astragalus sabulosus
Astragalus sabulosus är en ärtväxtart som beskrevs av Marcus Eugene Jones. Astragalus sabulosus ingår i släktet vedlar, och familjen ärtväxter. Inga underarter finns listade i Catalogue of Life.